# جوردن هوستون
جوردن هوستون (بالإنجليزية: Jordan Houston)‏ هو لاعب كرة قدم بريطاني في مركز الدفاع، ولد في 20 يناير 2000 في East Kilbride ‏ في المملكة المتحدة. لعب مع نادي رينجرز.

## وصلات خارجية
- جوردن هوستون على موقع قاعدة بيانات كرة القدم.إي يو (الإنجليزية)
- جوردن هوستون على موقع Soccerbase.com (لاعب) (الإنجليزية)